# Catorhintha guttula
Catorhintha guttula är en insektsart som först beskrevs av Fabricius 1794.  Catorhintha guttula ingår i släktet Catorhintha och familjen bredkantskinnbaggar. Inga underarter finns listade i Catalogue of Life.